# Ibrahim J. F. B. Sanyang
Ibrahim J. F. B. Sanyang ist Politiker im westafrikanischen Staat Gambia.

## Leben
| Parlamentswahl | Stimmen | Stimmanteil |
| -------------- | ------- | ----------- |
| 1977           | 1.908   | 35,42 %     |
| 1982           | 2.442   | 39,31 %     |
| 1987           | 2.225   | 38,47 %     |
| 1992           | 2.555   | 50,54 %     |

Bei den Parlamentswahlen 1977 trat Sanyang als Kandidat der National Convention Party (NCP) im Wahlkreis Western Foni zur Wahl an. Er unterlag mit 35,42 % der Stimmen gegen den Kandidaten der People’s Progressive Party (PPP), B. L. Kuti Sanyang, der den Wahlkreis mit 64,58 % der Stimmen gewann. Bei den folgenden Parlamentswahlen 1982 trat Sanyang erneut im selben Wahlkreis gegen B. L. Kuti Sanyang an und unterlag 39,31 % der Stimmen erneut. Bei den Parlamentswahlen 1987 unterlag er erneut gegen B. L. Kuti Sanyang mit 38,47 % der Stimmen. Das Blatt wendete sich mit den Parlamentswahlen 1992, Sanyang erreichte diesmal 50,54 % der Stimmen verwies B. L. Kuti Sanyang auf den zweiten Platz. Er wurde Vertreter des Wahlkreises im House of Representatives. Bei den folgenden Parlamentswahlen 1997 trat Sanyang nicht an.